# 南京照相館
《南京照相舘》是2025年中國歷史劇情片，由申奧執導，劉昊然、王傳君、高葉等主演。影片以南京大屠殺為背景，講述一群平民在戰亂中躲進照相館避難，並冒險揭露日軍暴行的故事。

## 劇情
1937年12月13日，大日本帝国陆军第六师团从中华门攻入中华民国首都南京。负责封锁挹江门的第36师没有接到允许部队撤退的命令，和从城内退往下关的部队发生冲突，很多人被打死或踩死。邮差苏柳昌（刘昊然 饰）因为给市民取信而错过了乘车离开的机会，在城内被日军发现。日军摄影师伊藤秀夫（原岛大地 饰）看到他邮包里吉祥照相馆的相册，以为他是照相馆的人。伊藤不会冲洗照片，遂要求苏柳昌带他去照相馆。王广海（王传君 饰）是日军的翻译，希望日军给他和妻儿以及情妇、戏子林毓秀（高叶 饰）提供出城的通行证。
进入照相馆，苏柳昌在找茶水时发现了躲在柜子里的老板金承宗（王骁 饰）。伊藤有事离开，要求苏柳昌在明天下午之前把照片冲洗好。金承宗带苏柳昌打开地板进入地下室，他的妻子、长女、襁褓里的次女都躲在地下室生活。金承宗教苏柳昌冲洗照片。第二天交付照片时，伊藤非常满意。王广海顺势谎称苏柳昌要求两张通行证，然后把林毓秀叫来假扮苏柳昌的妻子。林毓秀来到照相馆和众人一起居住，还把自己在戏院遇到的宋存义偷偷带了进来。宋存义本是警察，在南京保卫战中被拉去充军。当时大批日军在戏院强迫林毓秀唱戏，还企图扒光她的衣服，宋存义拉下电闸从而打断了日军。
为了在震慑中国人的同时避免损害日本的国际形象，凡是虐待平民和战俘的照片一律不允许公开。 伊藤一直让苏柳昌帮他冲洗照片，并以朋友称呼对方。苏柳昌则故意磨洋工，冲洗出低质量的照片拖延时间。王广海让苏柳昌学会用日语说“我是摄影师伊藤秀夫的人”，见到日军可以保命。之后，他们两人在已被洗劫的商店寻找物资时，被巡逻的日军士兵发现，王广海立刻躲了起来，士兵则马上抓住苏柳昌且根本不听他的话。士兵即将把苏柳昌斩首时，被一旁出现的一位美国摄影师喊住，士兵上前抓住了那个美国人，而苏柳昌受伤离开，晕倒在路上后被南京安全区的医院救治。然而日军随即闯入了医院，抓走了50名伤员，还把苏柳昌带回去继续干活。
日军调来了专业摄影师池田永友协助伊藤的工作，他不仅会拍照还会冲洗，带来了高级冲洗设备。金承宗知道他是来替代苏柳昌的，于是弄坏了冲洗设备。一次在冲洗照片时，宋存义看到了自己的弟弟被日军残杀的照片，情绪失控，大骂苏柳昌是汉奸，两人发生肢体冲突。第二天池田来到照相馆时，宋存义偷偷躲在军车的底盘下面，他的背部被地上的尖锐物刮出了很长的伤痕。池田乘车来到中华门，他取下一块中华门的砖头，打算送回东京建造八纮一宇塔。返回军车时，池田看到了地上的血迹，这时宋存义钻出来，用砖头砸死了池田，而王广海在一旁一动不动。
日军叫苏柳昌和林毓秀换上体面的衣服，和其他百姓一起拍摄“亲善照”。在拍摄过程中，一名妇女怀里的婴儿一直啼哭，伊藤嫌婴儿吵闹，另一名士兵立刻把婴儿夺过来摔死，然后把悲痛的母亲一并杀死。王广海捡起地上的婴儿，用日之丸图案的袖章给他擦拭血迹，让林毓秀抱住他拍照。尽管自己的妻儿被日军杀害，连朋友也沦为了日军的妓女，但王广海相信日本会胜利，屠杀过去之后，他和林毓秀可以凭借和日本人的关系过上安稳日子。然而林毓秀觉得，如果日军输了，他们就会成为汉奸。
伊藤给苏柳昌提供了两份通行证。夜里，苏柳昌和林毓秀想把通行证交给金承宗一家，金承宗不愿意，他们最后通过抓阄决定让金承宗的妻子和长女离开。临走前，他们拍了合影，还通过照相馆里的背景板观看了中国的“壮美河山”。两人来到城门出示了通行证，却被驻守城门的士兵杀害。原来，伊藤要求士兵看到这两张通行证时就把人杀掉。
伊藤发现被杀害的两人不是苏柳昌和林毓秀后，与黑岛一同来到照相馆。愤怒的伊藤让黑岛“随意处置”林毓秀。黑岛马上准备强奸林毓秀，王广海试图阻止却被黑岛羞辱，恼羞成怒的王广海反抗黑岛，被伊藤开枪杀死。金承宗偷偷出现，用斧头砍死了黑岛。伊藤质问苏柳昌他的底片在哪里，苏柳昌跑到暗房把伊藤盒子里的底片丢进火堆点燃，伊藤冲到火堆旁抢救底片，被金承宗泼了一脸腐蚀性的定影液，苏柳昌将他撞晕过去。
众人从王广海的衣服里摸出了两份通行证，上面写着他妻儿的名字。苏柳昌让金承宗和林毓秀带着婴儿离开。他们让婴儿喝下混有阿司匹林的奶粉，睡着后装在包里试图蒙混过关。两人即将出发时，倒在地上的伊藤突然醒来，苏柳昌让两人赶紧走。随后照相馆失火，一队日军赶来，伊藤杀死苏柳昌后离开。金承宗和林毓秀在城门通过了检查，但就在即将出城时婴儿却啼哭起来，金承宗让林毓秀带上婴儿离开，自己返回被日军杀死。
伊藤以为从火堆里救回的是自己拍摄的底片，然而那些其实被掉包成了照相馆以前拍摄的无人认领的底片，记录日军罪行的底片早已被缝在了众人的衣服上。林毓秀出城后，将底片交给了国际记者，很快南京大屠杀的消息出现在了世界各国的报纸上。看到报纸的伊藤崩溃，引短刀切腹自尽，井上对伊藤开枪，并要求将伊藤记录为在战场上英勇牺牲的烈士。
电影的最后，时间来到1947年，那些照片在国防部审判战犯军事法庭上成为了证据，谷寿夫等人被判处死刑。在执行死刑的现场，许多中国人在道路两旁抱着遇难者的遗像见证这一时刻，林毓秀用照相机拍下了战犯被枪决的瞬间。

## 演员
| 演员             | 角色         | 备注                                                                                             |
| ---------------- | ------------ | ------------------------------------------------------------------------------------------------ |
| 刘昊然           | 苏柳昌       | 中華郵政南京邮局一区二组1213号邮差，在日军入侵时谎称自己是吉祥照相馆的学徒“阿泰”，躲进照相馆避难 |
| 王骁             | 金承宗       | 吉祥照相馆老板                                                                                   |
| 高叶             | 林毓秀       | 跑龙套的女演员，后躲入照相馆避难，一度需与阿昌假扮夫妻                                           |
| 王真儿           | 赵宜芳       | 金承宗妻                                                                                         |
| 杨恩又           | 金婉仪       | 金承宗长女                                                                                       |
| 游               | 宋存义       | 南京保卫战中被迫充军的警察，在苏柳昌冲洗照片时发现自己弟弟宋存礼被日军屠杀的画面                 |
| 王传君           | 王广海       | 为日军做翻译官                                                                                   |
| 原岛大地         | 伊藤秀夫     | 日军摄影师，祖父曾参加甲午战争                                                                   |
| 严东南           | 井上裕司     |                                                                                                  |
| 东伸治           | 黑岛         | 日军少佐，伊藤的上级                                                                             |
| 高桥伸彰         | 池田永友     | 中途被日军调到南京冲洗照片                                                                       |
| 彭广             | 田中军吉     | 日军第6师团上尉中队长                                                                            |
| 木地雅茂         | 野田毅       | 在屠杀期间进行“百人斩比赛”的日军少尉                                                             |
| 林亮介           | 向井敏明     | 在屠杀期间进行“百人斩比赛”的日军少尉                                                             |
| 木村政人         | 谷寿夫       | 日军第6师团中将、师团长                                                                          |
| 姚未平           | 松井石根     | 日军华中方面军司令官                                                                             |
| 钱桂东           | 朝香宮鳩彥王 | 日军上海派遣軍司令官                                                                             |
| 赵树喜           | 長谷川清     | 日军中國方面艦隊司令长官                                                                         |
| 杨皓宇           | 法官         |                                                                                                  |
| Apryl Mei Reagan | 魏特琳       | 在南京安全区保护民众的美国在华传教士                                                             |

## 故事原型
本片照相馆的原型为今估衣廊附近的华东照相馆。1938年初，该馆学徒罗瑾（大屠杀发生时15岁）发现日本軍人送來沖洗的底片记录了日军暴行的画面，遂冒着生命危险冲洗這些底片，并将部分相片制成相册。后来罗瑾进入位于毗卢寺的汪精卫国民政府警卫旅直属通讯队，集训后曾将相册藏于毗卢寺厕所内，1941年被同在毗卢寺参加培训的吴连凯发现并藏起。
1946年，在日本投降后已改名为“吴旋”的吴连凯得知南京市临时参议会正为国防部审判战犯军事法庭征集证据，将藏身多年的罪证相册呈递至南京市临时参议会，该相册成为审判南京大屠杀主犯之一谷寿夫的“京字第一号证据”，后存于中国第二历史档案馆。1995年6月，罗瑾与吴旋在南京重逢。

## 製作與發行
2023年，导演申奥与电影《志愿军》编剧张珂交流，並回顾了1987年的电影《屠城血证》后，受该片启发，决定“在这个时代再拍一遍”，遂联系《屠城血证》版权方南京电影制片厂买下改编版权，并找版权方
进行溯源，以新视角再次改编。在电影《孤注一掷》余热未散时，申奥便率领原创作班底投入《南京照相馆》的创作。
電影的核心拍摄地位於上海影视乐园。在拍摄初期，剧组本只设定了“屠杀照”一条故事线，但在查阅资料时发现多数被发表的南京戰時照片，還有在進佔時為了做出當地人簞食壺漿的樣子、製造日军正面形象的宣傳需要，强迫中国民众所合拍的“亲善照”，以及日本军官在南京著名建筑前拍摄的普通留影等紀錄存世。剧组遂透過日本記者的角色，将“亲善照”与“屠杀照”并列为影片两条主线，以增添抗戰歷史的深度與背景真實感。拍摄过程中，剧组对大量残暴镜头进行了留白处理，且因“不愿让历史上受害的女性再次受伤”，在表现日军对中国女性的暴行时删减了首版剧本中对准受害者的描写，转而采用了以更加隐晦的手法间接呈现的方式。
影片由中影集團等多家公司聯合出品，原定2025年8月2日上映，後提檔至7月25日，並於7月19日至20日進行全國點映。截至7月20日，點映及預售票房突破3000萬元人民幣。本片正式上映后，7月26日录得单日票房突破1亿元人民币。截至7月28日（正式上映第4天）20时，该片总票房突破5亿元人民币。8月1日又突破10億。上映11天後票房突破16亿。8月11日，票房超22亿元，刷新中国影史暑期档历史片票房纪录。
在海外，《南京照相馆》將由Niu Vision Media及Echelon Studios共同發行，並於2025年8月7日在澳洲及紐西蘭上映，8月15日在美國及加拿大上映，並計畫在今年登上串流平台。8月5日晚，該片已在美国弗吉尼亚州的一家影院举行北美首映式。

## 评价与反应

### 讚揚
該影片內容以及藝術手法獲得中國大陸媒體讚揚，中国电影评论学会秘书长胡建礼在接受《北京晚报》采访时评价，影片成功的关键在于其“‘大历史，小切口’的叙事模式”，即没有采用宏大叙事，而是聚焦于照相馆这一特定空间，让观众能从普通人的视角代入，使故事更具感染力。《扬子晚报》旗下紫牛新闻也称赞导演摒弃了传统英雄叙事，坚定地将视角投向了战火中普通人。影评人陆支羽则认为，影片在处理暴力场面时表现出高明的克制，通过将血腥镜头进行留白、聚焦于人物反应等电影语言。对于人物塑造，影评人井润成称赞该片是“近几年抗战题材影片中最贴近真实、最还原人性的一部”。《新京报》评价称，与以往的南京大屠杀题材电影相比，该片在尊重历史、观众和市场的基础上，找到了一种能争取到受众最大公约数的拍法。
据《北京晚报》和大公網，该片不仅成为2025年暑期档的票房冠军，在豆瓣也由11万用户打出8.6的高分，成为年度国产院线电影的最高纪录。据紫牛新闻报道，许多观众自发在社交平台进行推荐，许多家长也将这部电影视为对孩子的“历史启蒙课”，认为它能让年轻一代了解民族曾遭受的苦难。《新华日报》分析指出，该片吸引了大量亲子观影群体，实现了从观看到铭记再到传承的价值跃迁。《湖北日报》对此评论称影片对年轻一代来说“像一堂刻进生命的历史课”。一些中國大陸自媒体和社评這是對历史虚无主义的正面反击，高贊基於史實的電影才是尊重歷史，而不是所謂的抗日神劇。

### 批評
因應抗日戰爭八十周年等歷史主題電影接連上映，在輿論反應也十分強烈。在新浪微博上有部分批评嘲讽该电影的网民被管理团队禁言。
由於該片在台湾未正式上映，部分輿論關注其是否強化「仇恨教育」，尤其針對影片引發的「對日本文化整體標籤化」現象展開相关討論。有台灣媒體人批評影片未充分揭露日軍對戰俘的系統性暴行，反而聚焦於「婦孺受害與市井衝突」等情節，認為這種敘事選擇削弱了歷史嚴肅性。遗华日侨后代，后入籍中华民国的評論家矢板明夫（前《產經新聞》台北支局長）援引日本歷史學家觀點，指稱片中多處情節「與軍事行動常識不符」，質疑部分橋段「訛傳虛構」，並稱其與日軍隨軍記者的紀錄模式存在矛盾。

## 票房
| 上一届： 《長安的荔枝》 | 2025年中国内地一周票房冠军 第28-29週 | 下一届： |

## 外部連結
- 豆瓣电影上《南京照相館》的資料 （简体中文）
- 互联网电影数据库（IMDb）上《南京照相館》的资料（英文）